# Temporada 2003 del Rally Mobil
La temporada 2003 del Rally Mobil fue la 23.ª edición del Campeonato de Chile de Rally y la cuarta con el nombre actual. Comenzó el 28 de marzo y terminó el 16 de noviembre. Hubo un total de 7 citas, incluida una con doble puntuación. Entre las novedades está la inclusión de la fecha en Iquique, a fines de agosto para reemplazar a Temuco y el traslado del Rally de Talca, que hasta el año anterior se realizaba en las carreteras de Puerto Montt, a la ciudad de Santiago. la final en la fecha compartida de Concepción.
Las categorías participantes fueron la N-2 (vehículos de tracción simple hasta 1600 cc). El N4 (vehículos hasta 2000 cc con tracción total), este último compuesto únicamente por el Subaru Impreza WRX y el N-3 (vehículos con tracción total hasta 2000 cc).
Solo hay un dato importante a destacar esta temporada, la primera es en la categoría N-2 con la participación del piloto de Concepción, Carlos Burgos, del rally de Viña del Mar (primera fecha del campeonato) que es clasifica 20 en 1 de sus 2 fechas consecutivas y 27 en las 2 fechas consecutivas y al final termina en el decimoquinto lugar de la clasificación general.
La categoría N-4 se definió en la penúltima fecha a favor del piloto argentino, Walter Suriani, quien obtuvo el título de campeón por primera vez en la categoría, el segundo fue para el piloto de Concepción, Dino Innocenti y el tercer lugar fue para el piloto de La Serena Daniel Mas.
En la categoría N-3, que tuvo más participantes esta temporada que la anterior, los laureles fueron para el piloto santiaguino Ramón Ibarra, mientras que el campeonato de la marca fue para el equipo Hyundai Automotores Gildemeister y en la N -2, el sanfelipeño, Pietro Porfiri, ganó.

## Participantes
Categoría N-4
| N.º | Piloto                 | Navegante            | Auto               | Procedente de | Auspiciador                                                            |
| --- | ---------------------- | -------------------- | ------------------ | ------------- | ---------------------------------------------------------------------- |
| 1   | Rolando Biénzobas      | Nelson Araya         | Subaru Impreza WRX | San Felipe    | Manquehue Net - Banco Santander - Michelin - Momo                      |
| 3   | Enzo Innocenti         | Luis Arias           | Subaru Impreza WRX | Concepción    | Point Cola - Serfocol - SKC Comercial - Abastible - Pirelli - Redpower |
| 4   | Dino Innocenti         | Edgardo Galindo      | Subaru Impreza STi | Concepción    | Mobil - Serfocol - Pirelli - SKC Comercial                             |
| 5   | Daniel Mas             | Jorge González       | Subaru Impreza STi | La Serena     | Concreces - Pirelli - Automotora Valp - La Tercera                     |
| 6   | Alberto Innocenti      | Carlo Innocenti      | Subaru Impreza WRX | Concepción    | Point Cola - Serfocol - SKC Comercial - Abastible - Pirelli - Redpower |
| 7   | Jorge Martínez Fontena | Alberto Álvarez      | Subaru Impreza WRX | Concepción    | Point Cola - Serfocol - SKC Comercial - Abastible - Pirelli - Redpower |
| 8   | Ronald Küpfer          | Fernando Risopatrón  | Subaru Impreza WRX | Santiago      | Automotora Suiza                                                       |
| 9   | Walter Suriani         | José María Rodríguez | Subaru Impreza WRX | Argentine     | Point Cola - Adelco - Embotelladora Llacolén - Pirelli - Redpower      |
| 12  | Sandro Peppi           | Eugenio Carvallo     | Subaru Impreza WRX | Los Andes     | Banco Santander - Michelin - Momo - Manquehue Net                      |
| 62  | Alberto Pirola         | Jaime Rojas          | Subaru Impreza WRX | San Felipe    | Manquehue Net - Mall Marina Arauco                                     |

Categoría N-3
| N.º | Piloto                | Navegante            | Auto                      | Procedente de | Auspiciador |
| --- | --------------------- | -------------------- | ------------------------- | ------------- | --- |
| 11  | Luis Westermeier      | Giovanni Innocenti   | Nissan Primera            | Puerto Montt  | Nissan Marubeni - Pioneer - Cecinas Braunau - Pirelli - Cecinas Schwerter - Nokia                                                           |
| 12  | Juan Pablo Silva      | Cristián de la Cerda | Nissan Primera            | Santiago      | Nissan Marubeni - Pioneer - Pirelli - Nokia                                                                                                 |
| 14  | Cristóbal Geyger      | Claudio Torres       | Chevrolet Astra Hatchback | San Felipe    | Davis Autos - Goodyear - GMAC - Facom - El Mercurio                                                                                         |
| 15  | Gabriel Pozzo         | Daniel Stillo        | Ford Focus                | Argentine     | Ford Racing Team - Telefónica Móvil - Mobil - Pirelli                                                                                       |
| 16  | Luis Ignacio Rosselot | Ricardo Rojas        | Nissan Primera            | Viña del Mar  | Entel Will - Automotriz Rosselot - Seguros Cruz del Sur - Mobil - Pirelli                                                                   |
| 17  | Gerardo Rosselot      | Javier Acevedo       | Nissan Primera            | Viña del Mar  | Entel Will - Automotriz Rosselot - Seguros Cruz del Sur - Mobil - Pirelli                                                                   |
| 18  | Ramón Ibarra          | Antonio de Gavardo   | Hyundai Coupé             | Santiago      | Automotores Gildemeister - Mobil - Pirelli                                                                                                  |
| 19  | Osvaldo Pirles        | Sergio Dal-Dosso     | Hyundai Coupé             | Argentine     | Automotores Gildemeister - Mobil - Pirelli                                                                                                  |
| 20  | Federico Villagra     | Javier Villagra      | Mitsubishi Lancer OZ      | Argentina     | Mitsubishi Motors - Mobil - Canal 13 - Pirelli                                                                                              |
| 21  | Ricardo Concha        | Ricardo Kember       | Mitsubishi Lancer OZ      | Santiago      | Mitsubishi Motors - Mobil - Canal 13 - Pirelli                                                                                              |
| 25  | Marcelo Yáñez         | Guillermo Cárdenas   | Hyundai Coupé             | Puerto Montt  | Automotores Gildemeister - Mobil - Pirelli - Distribuidora Rabié - Mayonesa Hellmann's - Clorox - Ballerina - Elite - Axe - Gillette Mach 3 |
| 26  | Rolando Soto          | Manuel Jaurena       | Chevrolet Astra Hatchback | Puerto Montt  | Davis Autos - Goodyear - GMAC - El Mercurio                                                                                                 |
| 27  | Fernando Cosmelli     | Félix España         | Peugeot 307               | Puerto Montt  | Peugeot Chile - Copec Gaete - Mobil - Cecinas Braunau - ValService - Gallyas - Pirelli                                                      |
| 28  | Cristóbal Ibarra      | Aldo Zambra          | Hyundai Coupé             | Santiago      | Automotores Gildemeister - Mobil - Pirelli - JVC                                                                                            |
| 29  | Eduardo Valdés        | Gustavo Beccaria     | Chevrolet Astra Hatchback | Santiago      | Tramcorp - Goodyear - McAfee Security - Delphi - Denso - Swatch - La Tercera                                                                |
| 30  | Álvaro Cabello        | Christian Troncoso   | Chevrolet Astra Hatchback | Santiago      | Chevrolet Coseche |
| 31  | Claudio Moya          | Juan Catalán         | Nissan Primera            | Santiago      | Nissan Marubeni - Pioneer - Pirelli - Nokia                                                                                                 |

Categoría N-2
| N.º | Piloto                  | Navegante               | Auto               | Procedente de | Auspiciador                                                                             |
| --- | ----------------------- | ----------------------- | ------------------ | ------------- | --------------------------------------------------------------------------------------- |
| 33  | Carlos Barrie           | Andrea Barrie           | Chevrolet Corsa    | Santiago      | Davis Autos - Goodyear - GMAC                                                           |
| 34  | Ernesto Rojas           | Gastón Riesco           | Proton Persona     | Santiago      | Easy - Recauchajes Irenesa - Bridgestone - Proterra                                     |
| 35  | Paulo Otero             | Alejandro Serrano       | Mitsubishi Colt    | Santiago      | Automotriz Noack - Kit Car Aire Acondicionado - Viservi Seguridad - Falken              |
| 36  | Matías Pilasi           | Pablo Vargas            | Mitsubishi Lancer  | Santiago      | Ron Bacardi - Sony Ericcson - Amistar - Michelin                                        |
| 37  | Carlos Francisco Pérez  | Jorge Modinger          | Renault Clio       | Ovalle        | Car Fran - Automotriz Renault Sergio Escobar y Cia. - Serviteca Artigues                |
| 38  | Jaime Hinzpeter         | Arturo Fierro           | Subaru Impreza 1.6 | Santiago      | Caterpillar - Brooks - Falken                                                           |
| 39  | Juan Francisco Carrasco | María Victoria Carrasco | Chevrolet Corsa    | Punta Arenas  | Chevrolet Coseche                                                                       |
| 40  | José Luis Barrientos    | Marcelo Amar            | Mitsubishi Lancer  | Puerto Montt  | Chocolates El Turista - Punta Brown                                                     |
| 41  | Felipe Saieg            | Franco Illino           | Daihatsu Sirion    | San Felipe    | Establecimientos La Mamma - Incomin - Molinera Aconcagua - Amortiguadores Atlanta       |
| 42  | Juan Carlos Abugarade   | Miguel Concha           | Mitsubishi Lancer  | San Felipe    | Scania - Mobil - Copec - Supermercados Santa Isabel                                     |
| 43  | Pietro Porfiri          | Pablo Cabrera           | Daihatsu Sirion    | San Felipe    | Río Claro Exportaciones - Tocornal Autos - Ferretería Oriente                           |
| 44  | Eliseo Salazar          | Edgardo Raglianti       | Subaru Impreza 1.6 | Santiago      | Copec - Cerveza Cristal - Entel PCS - Pirelli                                           |
| 45  | Carlos Burgos           | Cecilia Jarpa           | Nissan V16         | Talcahuano    | Cabur Competición - Falken                                                              |
| 46  | Macarena Pizarro        | Emilio Acevedo          | Renault Clio       | La Serena     | Concreces - Pirelli - Automotora Valp - La Tercera                                      |
| 47  | Iván Kipreos            | Alexis Kipreos          | Mitsubishi Lancer  | Santiago      | Kipreos                                                                                 |
| 48  | Gonzalo Martino         | Omar Hadad              | Daewoo Lanos       | Santiago      | Chocolates El Turista - Punta Brown                                                     |
| 49  | Luis Núñez              | Nicolás Levalle         | Mitsubishi Lancer  | Catemu        | Clorox - Ron Bacardi - Sony Ericcson - Amistar - Michelin                               |
| 50  | Osvaldo Stuardo         | Rodrigo Stuardo         | Mitsubishi Lancer  | Iquique       | Point Cola - Adelco - Embotelladora Llacolén - Michelin - Redpower                      |
| 51  | Ricardo Valverde        | Ricardo Espinoza        | Toyota Yaris       | Nueva Braunau | Taller Panamericana Sur - New Dream Discoteque - Falken                                 |
| 52  | Ángel Bartolomé         | Rodrigo Chacón          | Daihatsu Sirion    | Santiago      | Establecimientos La Mamma - Incomin - Molinera Aconcagua - Amortiguadores Atlanta       |
| 53  | Alejandro Burgos        | Francisco Acevedo       | Seat Ibiza         | Concepción    | Cabur Competición - Falken                                                              |
| 54  | Ricardo Vallebuona      | Giorgio Gajardo         | Volkswagen Gol     | Concepción    | Abastible - Casa Royal                                                                  |
| 55  | Eduardo Fernández       | Eugenio Allendes        | Nissan Sentra      | Santiago      | Automotora Agustinas - Nissan Cidef                                                     |
| 56  | Vittorio Bertero        | Sebastián Vera          | Renault Clio       | Iquique       | Automotriz Renault Sergio Escobar y Cia. - Serviteca Artigues                           |
| 57  | Jorge Martínez Torres   | Juan Pablo Vergara      | Volkswagen Gol     | Concepción    | Abastible - Casa Royal                                                                  |
| 58  | Emilio Ahumada          | Jorge Serra             | Renault Clio       | San Felipe    | Dolorub - Empreservi - Amortiguadores Atlanta - Ecolife - Mobil - Amortiguadores Rancho |

- Datos: Q107491188